# 尤里·尼古拉耶维奇·马雷舍夫
尤里·尼古拉耶维奇·马雷舍夫（俄语：Юрий Николаевич Малышев，1939年9月1日—2022年9月5日），苏联及俄罗斯采矿学家，俄罗斯科学院院士。

## 生平
1939年9月1日出生于沃罗涅日，童年在阿拉木图度过。1956年在普罗科皮耶夫斯克矿厂参加工作。1963年毕业于克麦罗沃矿业学院，同年进入库兹巴斯矿厂工作。1989年至1993年，担任斯科钦斯基矿业学院院长。1991年至1993年，担任俄罗斯联邦燃料和能源部煤炭工业委员会主任。1993年至1997年，担任俄罗斯煤炭公司总经理。1994年当选俄罗斯科学院通讯院士。2011年当选俄罗斯科学院地球科学学部院士。2010年至2015年，担任俄罗斯科学院维尔纳茨基国家地质博物馆馆长。2022年9月5日在莫斯科逝世。9月9日葬于特罗耶库罗夫公墓。

## 荣誉
- 三级祖国功勋勋章（1999年9月3日）[3]
- 荣誉勋章（2010年6月29日）[4]
- 友谊勋章（2016年5月14日）
- 苏联部长会议奖（1984年）
- 列宁共青团奖（1990年）
- 俄罗斯联邦国家奖（1992年）
- 俄罗斯联邦政府科学技术奖（2001年）
- 军官十字级波兰共和国功绩勋章